# Cryptocephalus nitidulus
Cryptocephalus nitidulus  (лат.) — вид листоедов (Chrysomelidae) из подсемейства скрытоглавов (Cryptocephalinae). Распространён в Северной и Центральной Европе.